# Gnophos culminans
Gnophos culminans là một loài bướm đêm trong họ Geometridae.